# Eliberarea Mosulului
Eliberarea Mosul se referă la victoria unei mari campanii militare lansate de Armata irakiană și forțele populare irakiene de mobilizare în octombrie 2016 pentru eliberarea orașului Mosul de sub controlul statului islamic al Irakului și Levantului. Primul ministru irakian Haider al-Abadi a anunțat oficial eliberarea orașului la 10 iulie 2017, deși lupta grea și rezistența au persistat până la 21 iulie. Statul islamic a preluat controlul orașului în iunie 2014. În timpul domniei lor de trei ani, au comis multe atrocități.